# ウドギル

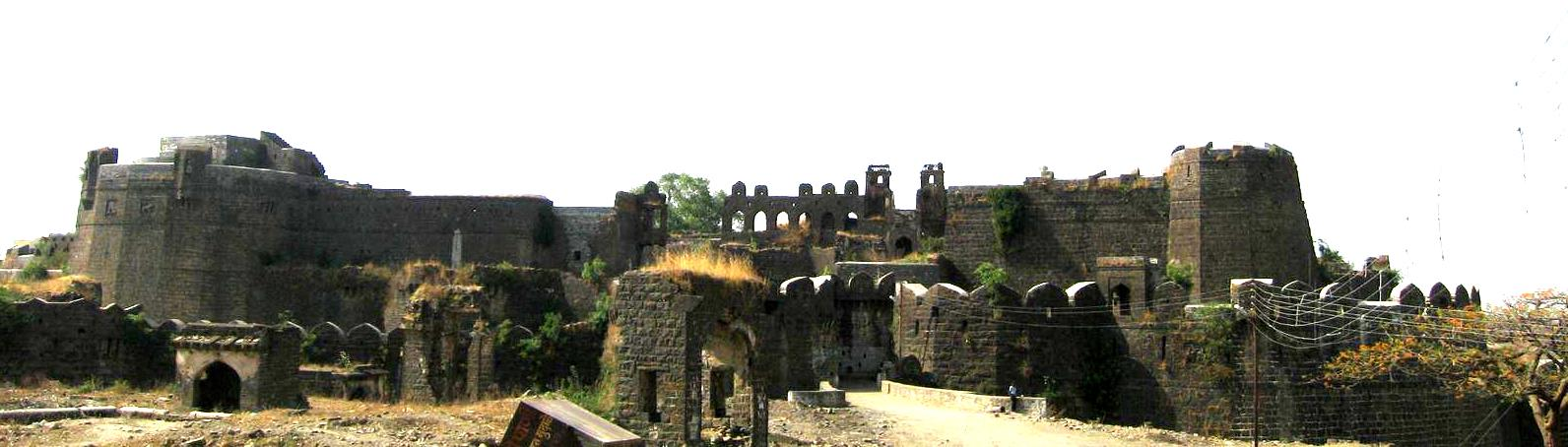
ウドギル城

ウドギル（ヒンディー語：उदगीर、英語：Udgir）は、インドのマハーラーシュトラ州、ラートゥール県の都市。なお、現地音ではウドギール（Udagīr）の方が近い

## 歴史

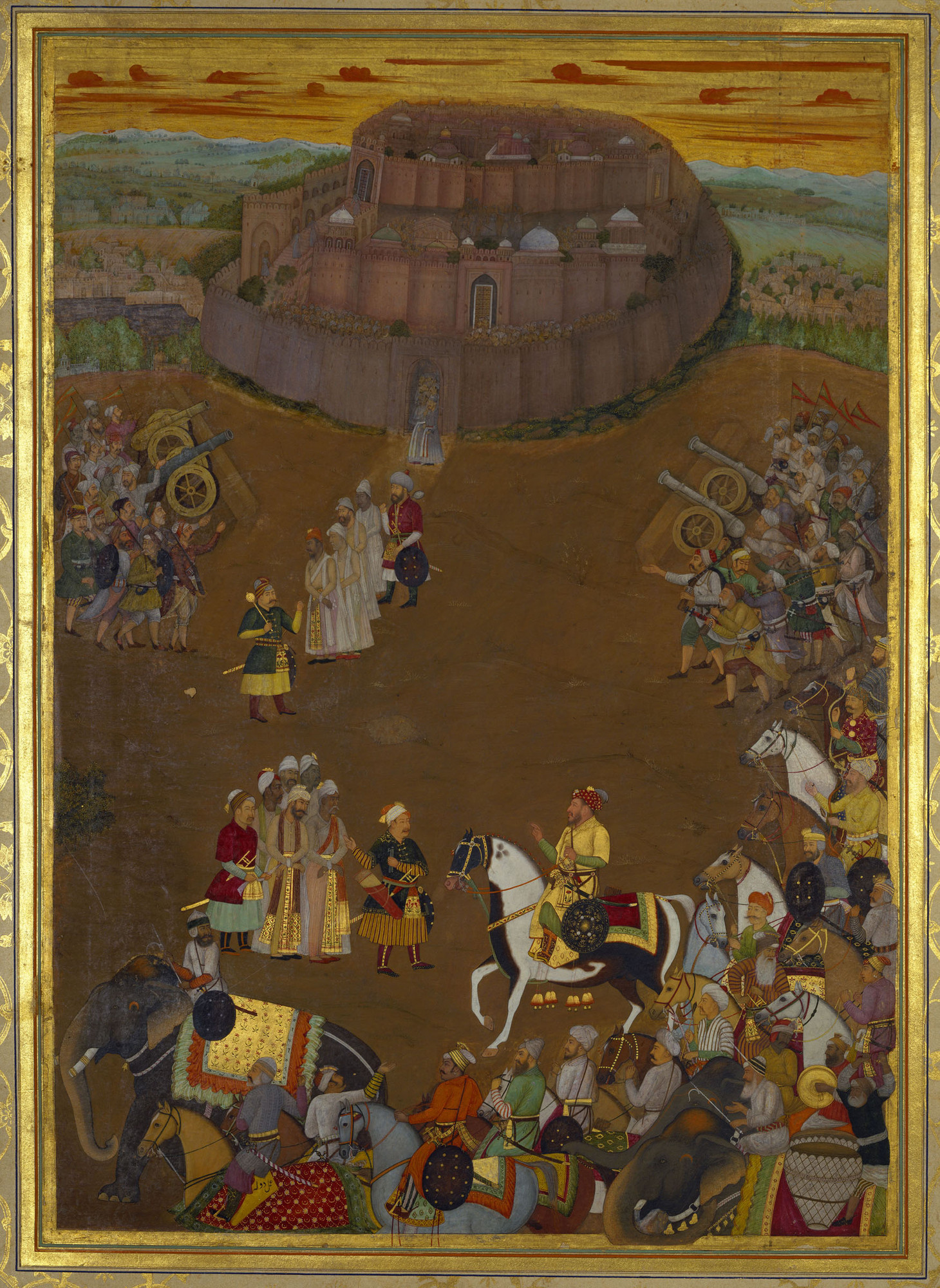
ウドギルを占領したムガル帝国軍

1636年、ウドギルはムガル帝国軍によって占領された。
1760年、サダーシヴ・ラーオ・バーウ率いるマラーター王国の軍勢がニザーム王国の軍勢を破り、この地を割譲させた（ウドギルの戦い）。
1761年、マラーター王国軍が第三次パーニーパットの戦いで敗れると、ニザームが奪い返し、1948年までその支配下にあった。

## 注目の原住民
- ジャッキー・シュロフ

## 人口
2011年の統計では、91,933人。